# Храм Светога пророка Илије у Пелагићеву
Храм Светог пророка Илије у Пелагићеву је храм Српске православне цркве,припада Епархији зворничко-тузланској. Градња храма почела је 1934. године када су и освјештани темељи храма. Храм је једнобродни димензија 19,5 x 9,5 m. Реконструкција храма је обављана неколико пута. Промијена цријепа је обављена 1968. године, генерална обнова храма је почела 1980. године. У току ове обнове храм је покривен бакром и урађена је и ограда око порте. Током посљедњег рата (1992-1995) храм није био директно погођен гранатама, али је знатно оштећен гелерима. Више од стотину пројектила пало је у црквену порту. Храм је генерално обновљен од 2002. до 2005. године. Обновљени храм је освештао 16. јула 2005. године епископ зворничко-тузлански г. Василије. Иконостас од славонског храста израдио је Милан Тешанкић из Врбање. Храм је живописао Петар Билић из Београда.